# Eisenbahnbrücke über die Aller (Verden)
Die Eisenbahnbrücke über die Aller in Verden (Aller) ist eine 2016 erbaute zweigleisige Stahlbrücke, die südlich des Bahnhofs Verden die Aller mitsamt dem angrenzenden Überschwemmungsgebiet überspannt.

## Vorgängerbauten
Für die Strecke Hannover–Bremen wurde im Jahr 1847 eine eingleisige hölzerne Brücke eröffnet. Bereits im Jahr 1860 wurde mit dem Bau einer Ziegelbrücke mit 23 Wölbungen von je 14 m begonnen. Diese war lange Zeit in Betrieb, bis am 13. April 1945 deutsche Truppen die Wölbungen über die Aller sprengten, um die vorrückenden britischen Truppen aufzuhalten.

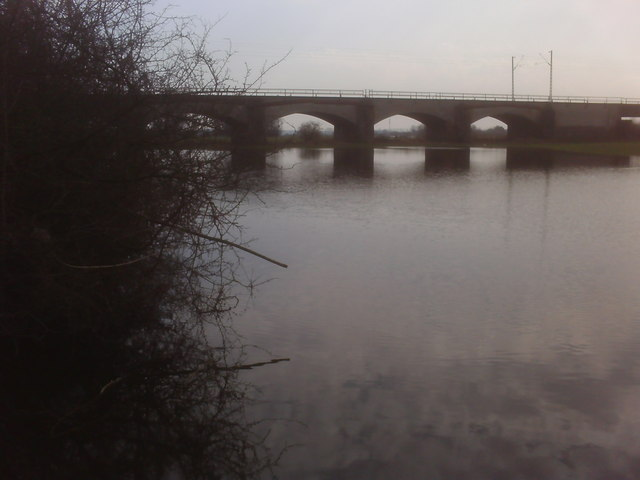
Die Brücke von 1951 bei Hochwasser

Die zerstörten Bögen über die Aller wurden durch Stahlträger ersetzt; damit wurde die Brücke am 21. Dezember 1950 wieder in Betrieb genommen, Restarbeiten dauerten noch bis 1951. Sie hatte dann eine Hauptspannweite von 32,70 m, eine Breite von 9,20 m und eine Gesamtlänge von 393,00 m. Am 11. Januar 1955 entgleiste auf dieser Brücke ein Kesselwagenzug, mit dem ein entgegenkommender Personenzug kollidierte. Dabei wurden zwei Personen getötet und vierzehn verletzt.

## Neubau 2016
Untersuchungen der alten Brücke im Jahr 2001 ergaben, dass eine Sanierung nicht sinnvoll war; es wurden Risse und andere technisch schwer behebbare Schäden entdeckt. Die Planung des Neubaus übernahm das Ingenieurbüro schlaich bergermann partner, die Ausführung das Bauunternehmen Max Bögl. Das neue Bauwerk liegt auf einer neuen, 13,8 m nach Osten verschobenen Bahntrasse und ist als Trogbrücke mit acht Öffnungen und einer maximalen Stützweite von 80 m über der Aller ausgeführt. Die Konstruktionshöhe der stählernen Längsträger variiert zwischen 7,7 m über den Strompfeilern und 3,4 m im Vorlandbereich.
Der Bau dauerte von 2013 bis 2016. Neben der eigentlichen Allerbrücke wurde auch 800 m weiter südlich eine 100 m lange Brücke über die Wätern errichtet sowie auf 2 km Länge ein neuer Bahndamm östlich des bisherigen aufgeschüttet. Die Stahlträger, Wölbungen und Pfeiler der alten Brücke wurden dann abgetragen, die Bahndämme blieben erhalten. Der Oberbau der neuen Brücke lässt Geschwindigkeiten von 160 km/h zu, die großzügigen Kurvenradien der zuführenden Strecken würden im Grundsatz auch höhere Geschwindigkeiten zulassen.

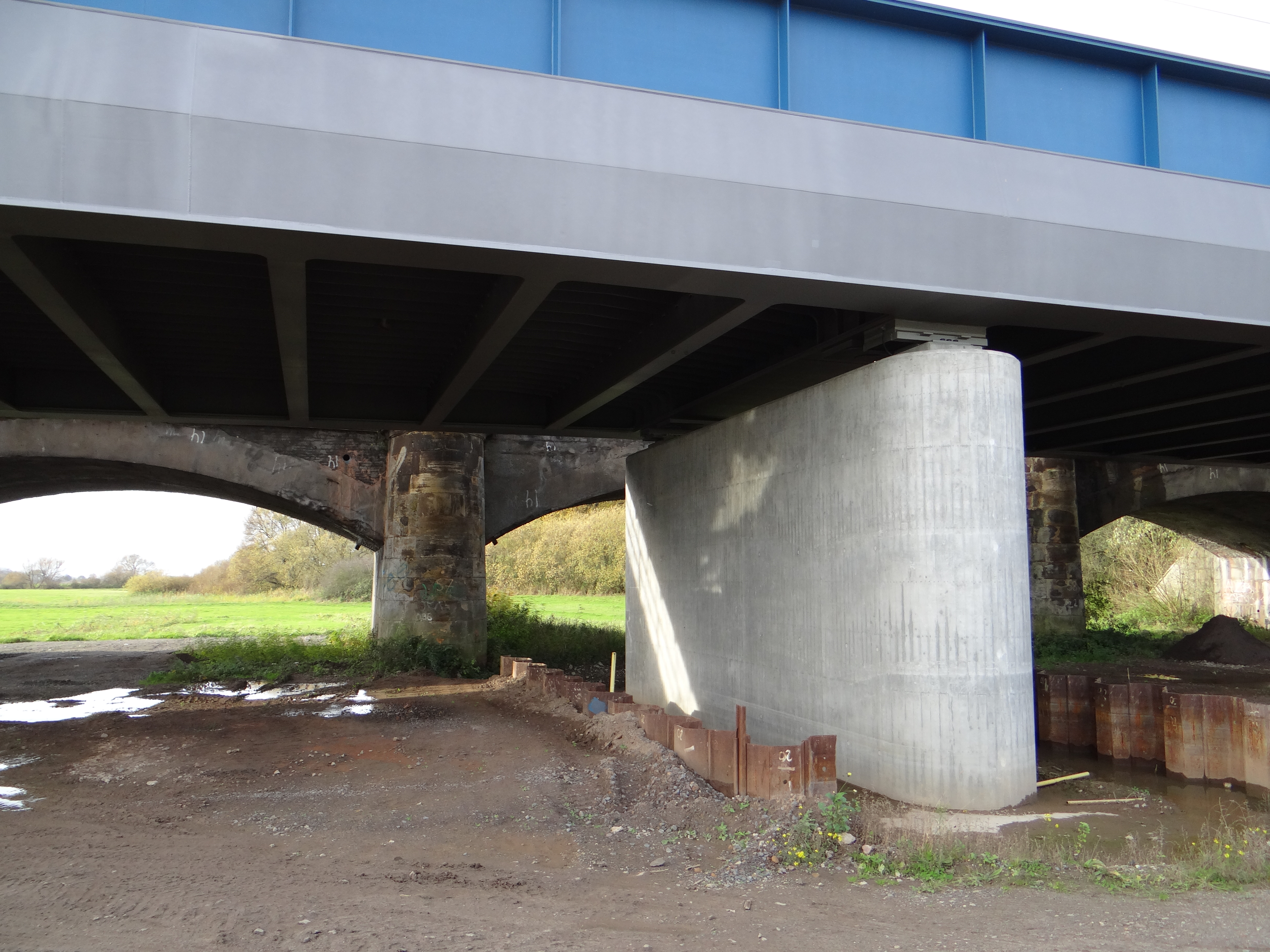
Alte und neue Pfeiler (2015)
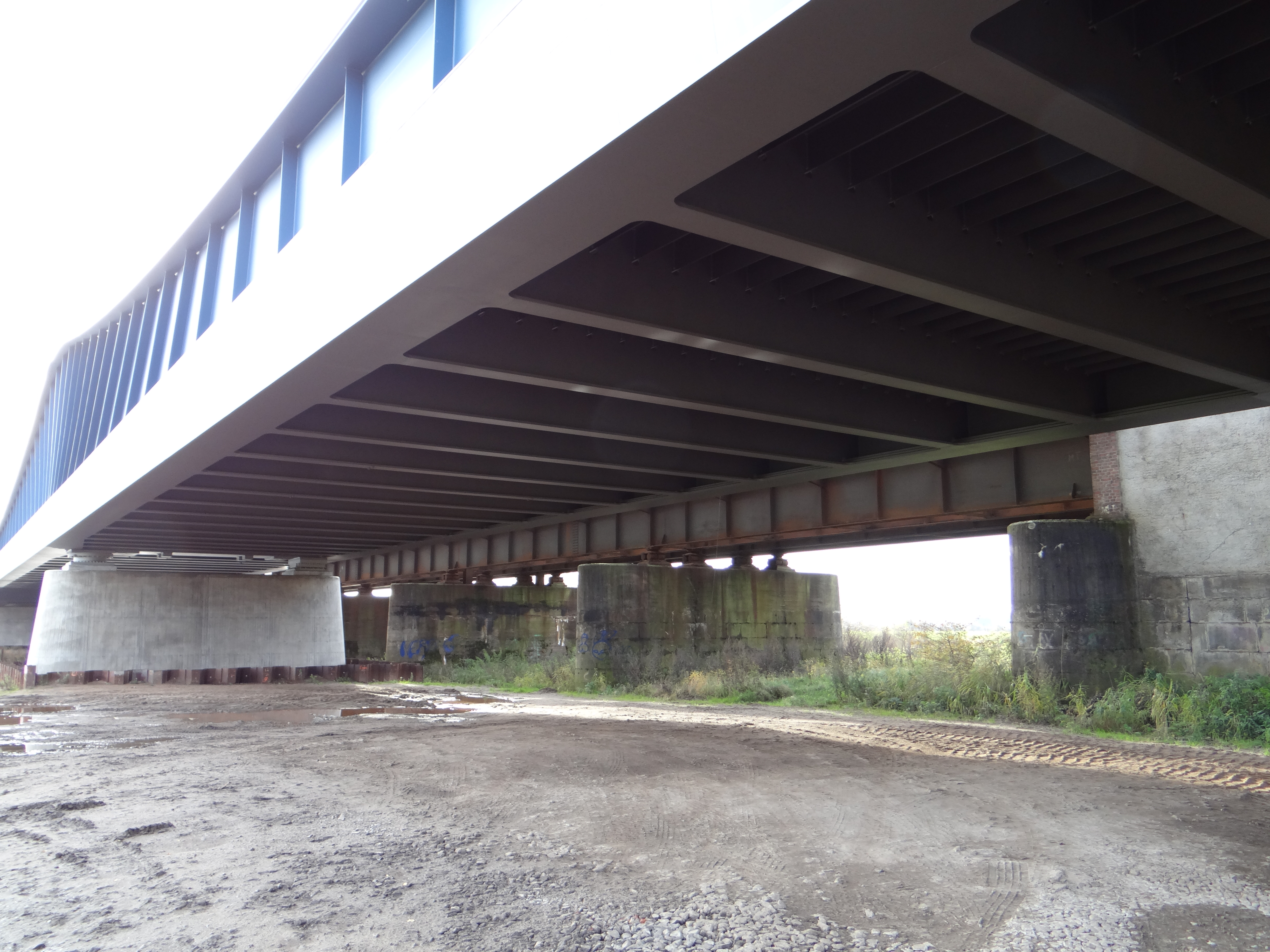
Nördliche Pfeiler der neuen und alten Brücke (2015)
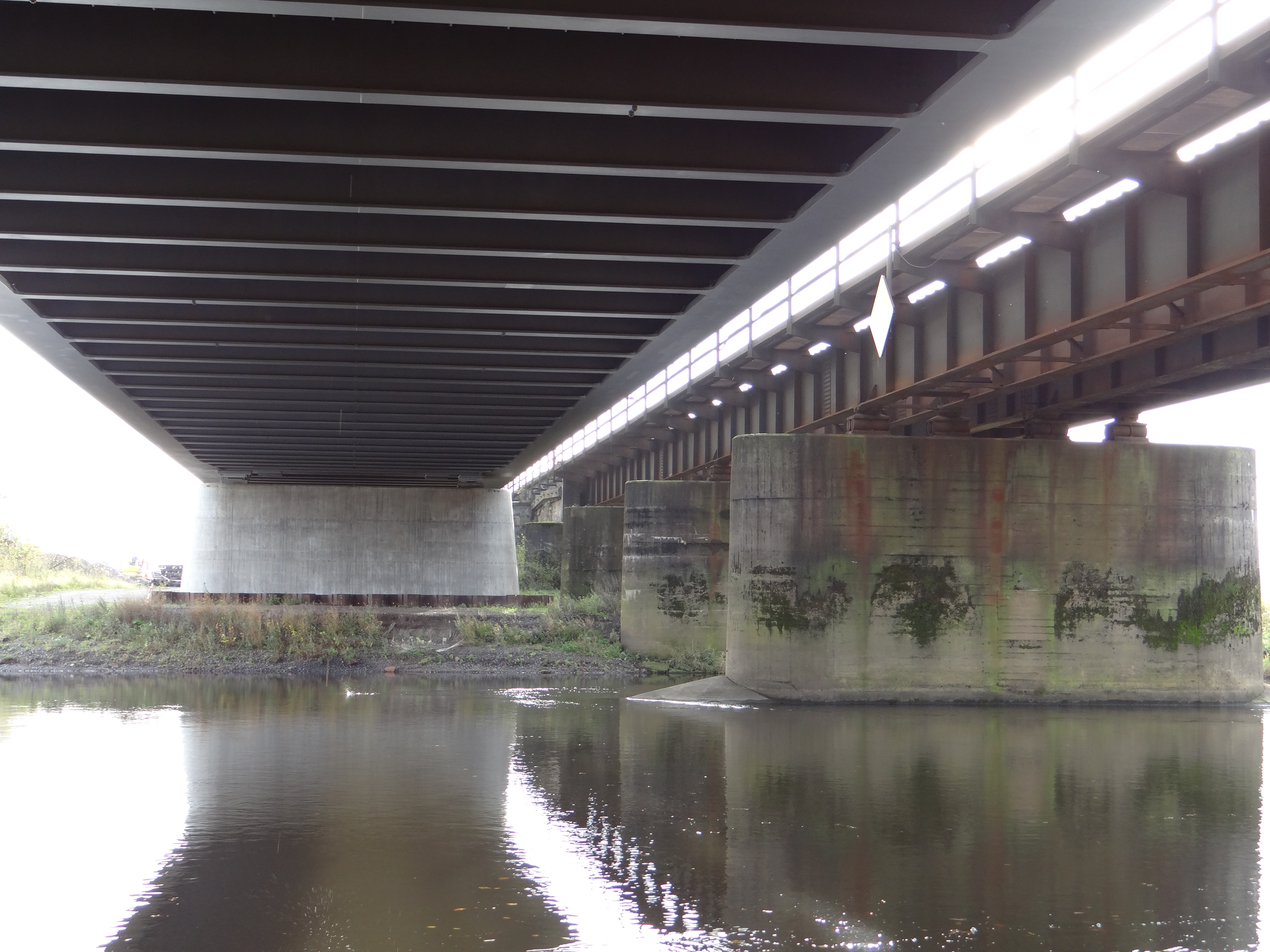
Südliche Pfeiler der neuen und alten Brücke (2015)